# Тумба (Ређо ди Калабрија)
Тумба је насеље у Италији у округу Ређо ди Калабрија, региону Калабрија.
Према процени из 2011. у насељу је живело 6 становника. Насеље се налази на надморској висини од 401 м.